# Altstädtisches Rathaus (Schwerin)

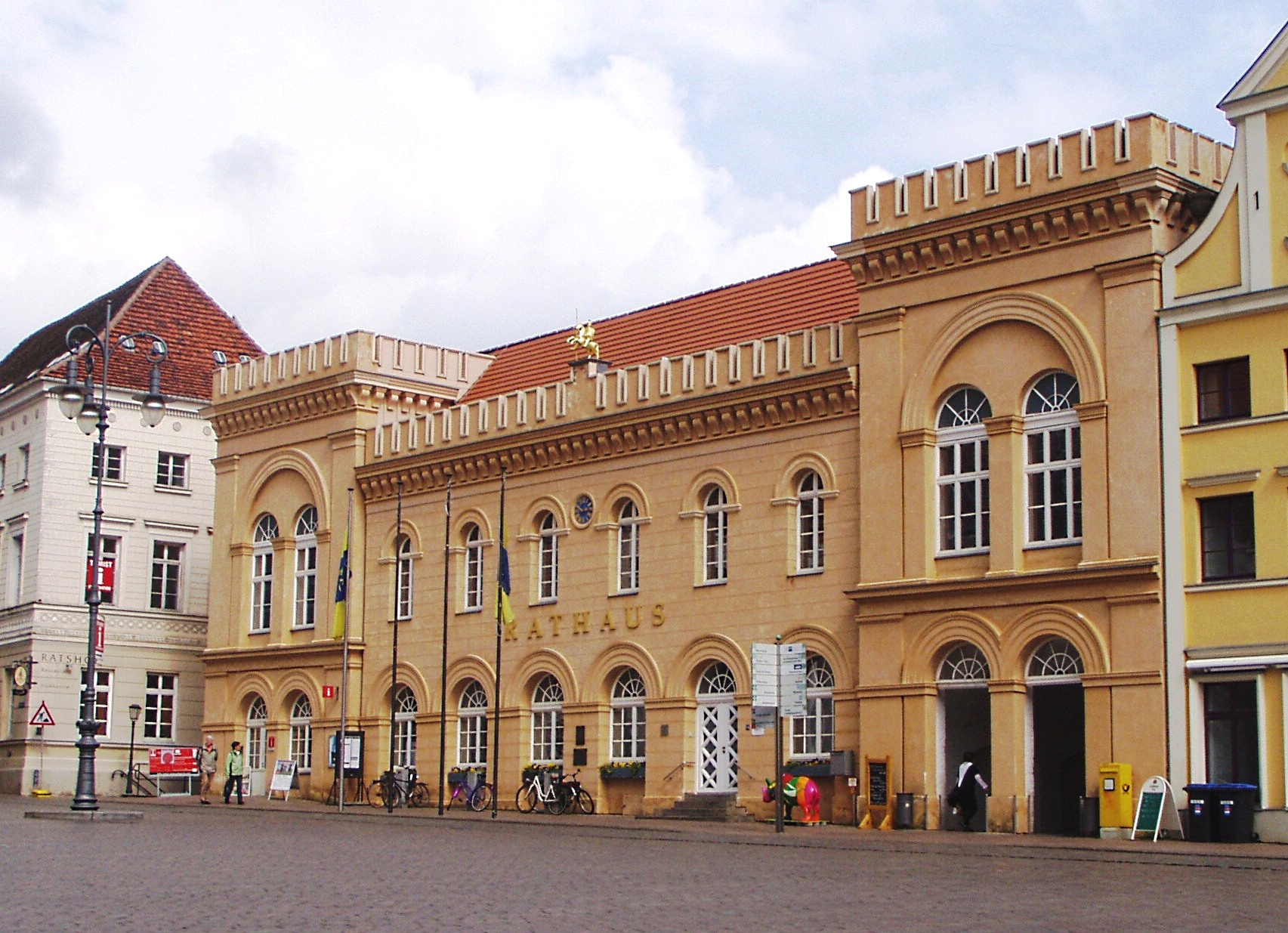
Altstädtisches Rathaus

Das Altstädtische Rathaus in Schwerin war das Rathaus der Residenzstadt von Mecklenburg-Schwerin. Das denkmalgeschützte Gebäude am Markt steht an derselben Stelle wie die Vorgängerbauten, die seit 1338 belegt sind.

## Architektur

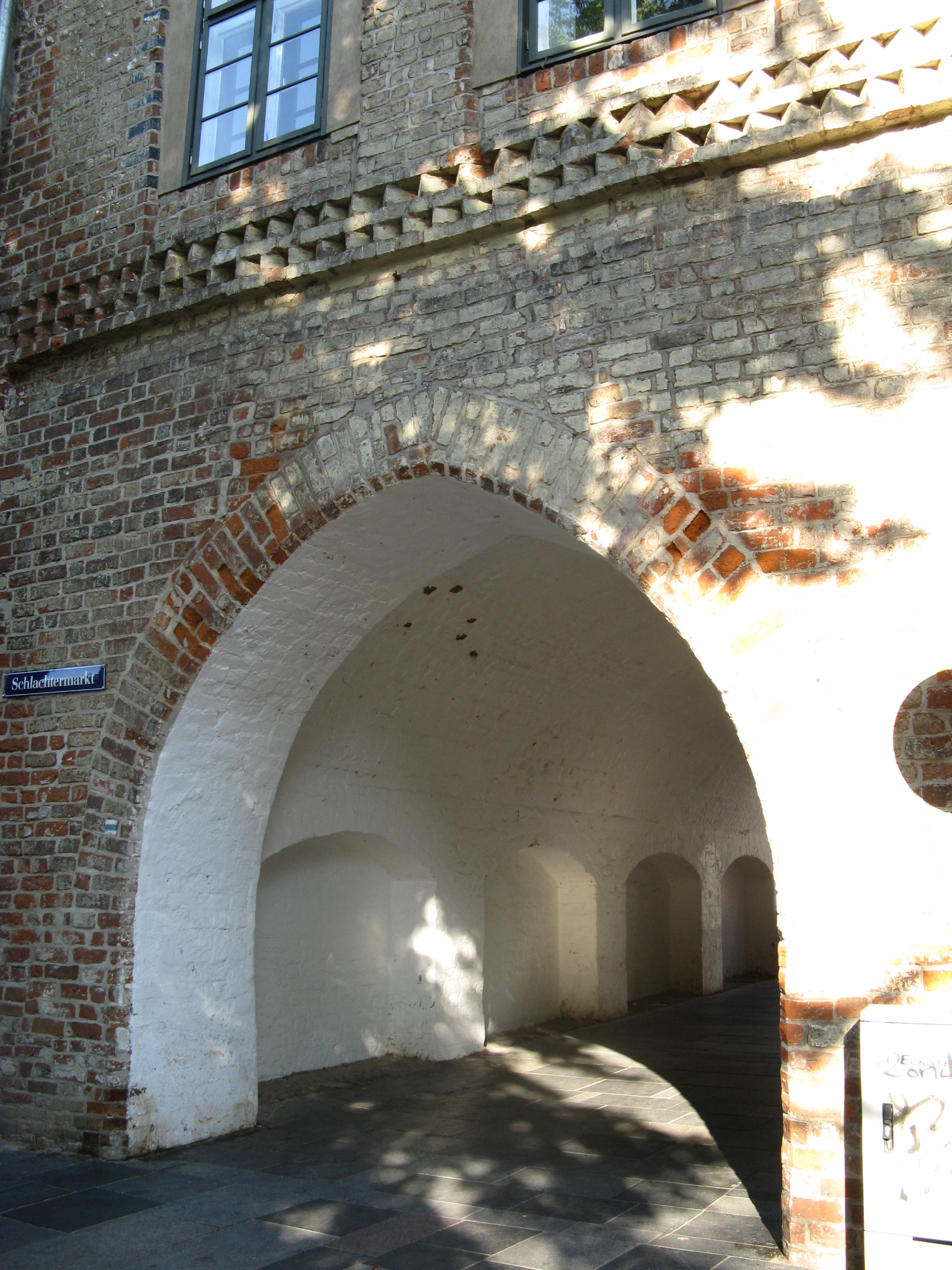
Torbogen auf der Ostseite

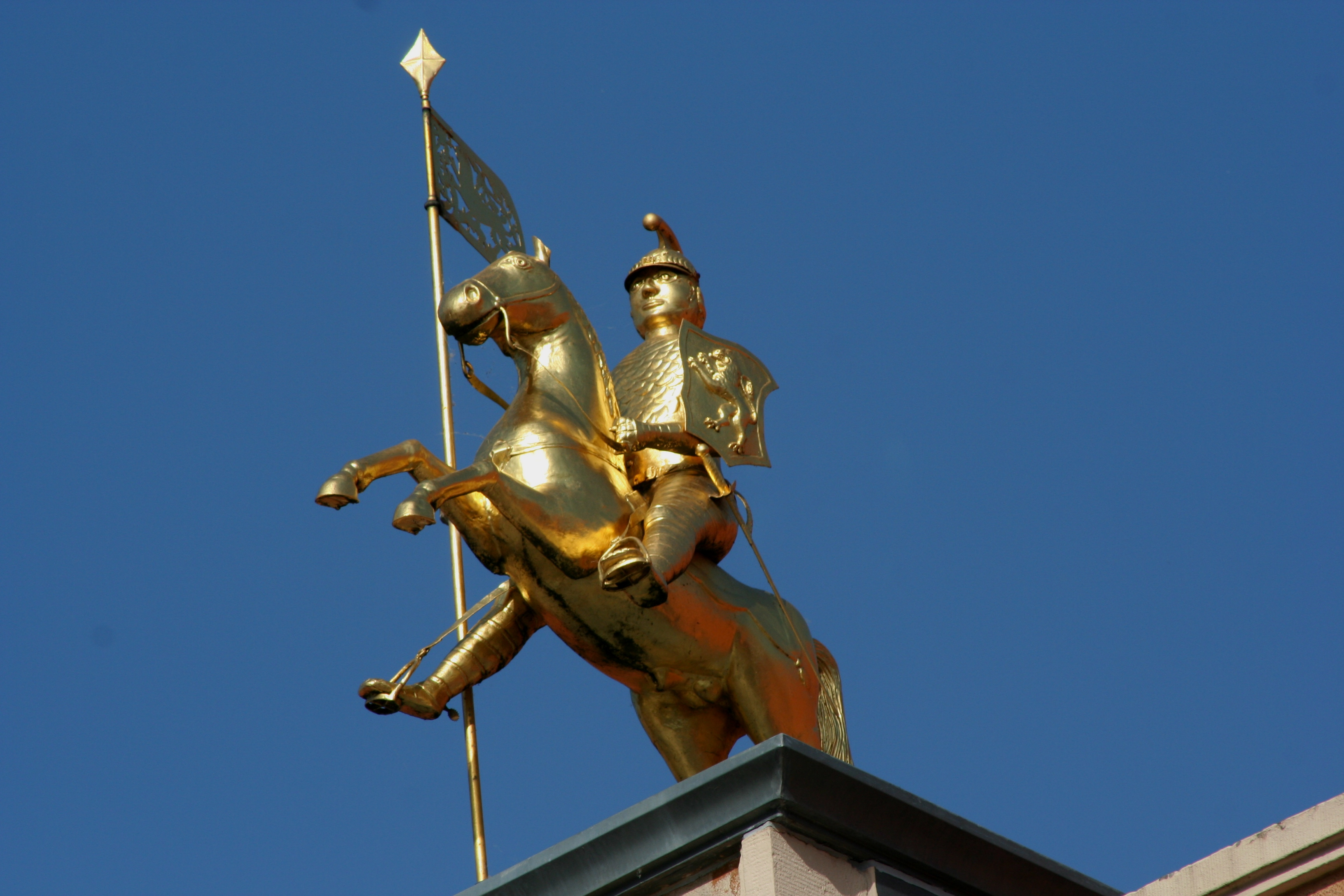
Reiterfigur Heinrich der Löwe auf der Mittelzinne der Fassade, Schweriner Markt, Stadtwappen

Das Gebäude besteht aus zwei Fachwerkgiebeln des 17. Jahrhunderts und weiteren aus mit vier Satteldächern nach Osten und einem nach Westen durchgehenden Satteldach bedeckten Gebäudeteilen, deren Entstehungszeiten vom 14. bis ins 20. Jahrhundert reichen. Das einzige Relikt des mittelalterlichen Vorgängerbaus ist der mittelalterliche Torbogen, der den Durchgang zum sich auf der Rückseite (Ostseite) des Hauses anschließenden Schlachtermarkt überspannt. Die vorgeblendete zweigeschossige Fassade im Tudorstil auf der Vorderseite (Westseite) von 1835 ist zinnenbekrönt und besitzt zwei Eckrisalite. Die vergoldete Reiterfigur auf der Mittelzinne aus dem 18. Jahrhundert zeigt die Wappenfigur Schwerins, den Stadtgründer Heinrich den Löwen. Das Rathaus wurde 1983/85 restauriert, dabei entstanden zwei moderne Giebelhäuser als Funktionsbauten auf der Rückseite. Eine Sanierung, vor allem im Innern des Gebäudes, erfolgte 2000/2001.

## Geschichte

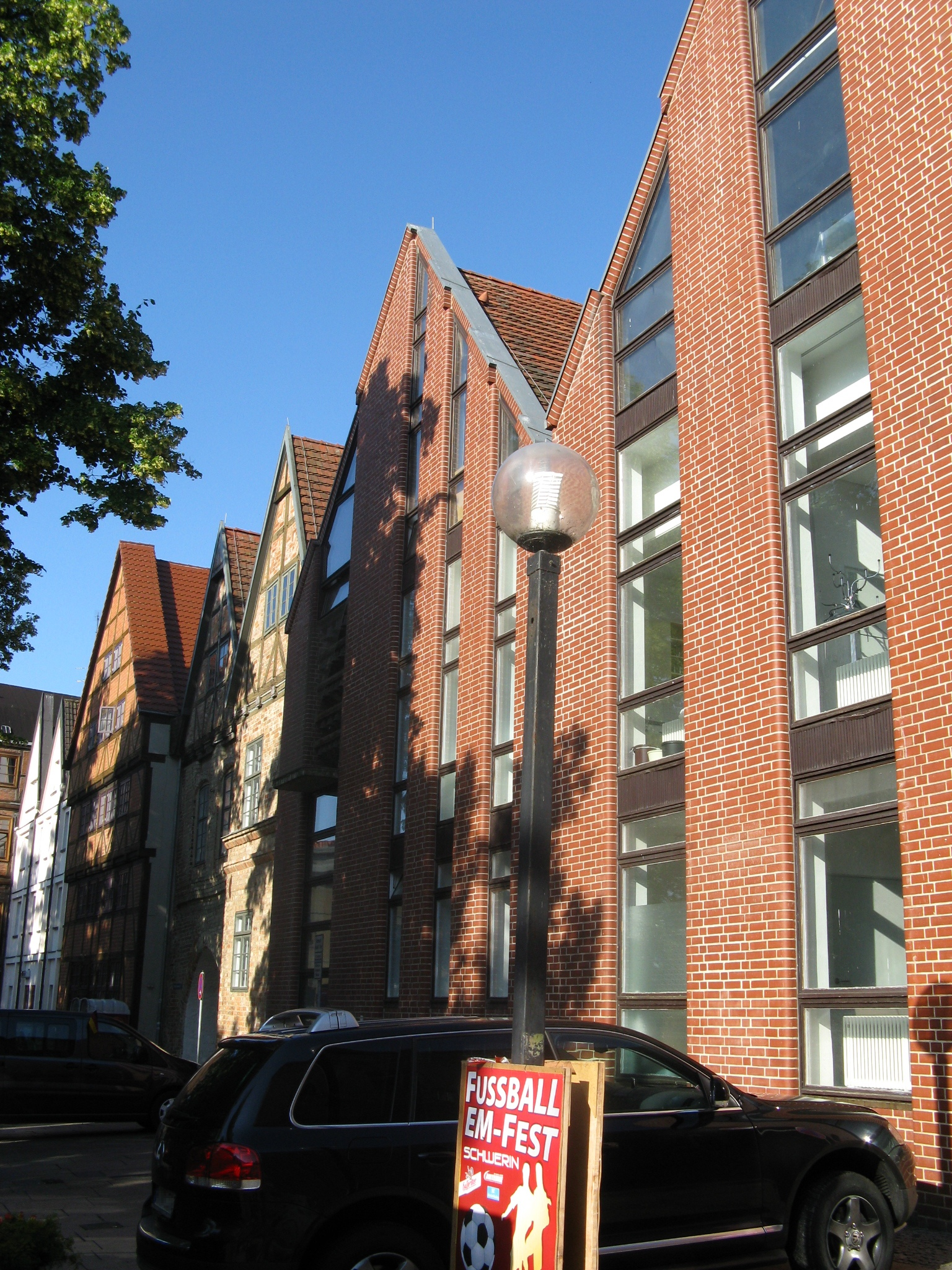
Ostseite

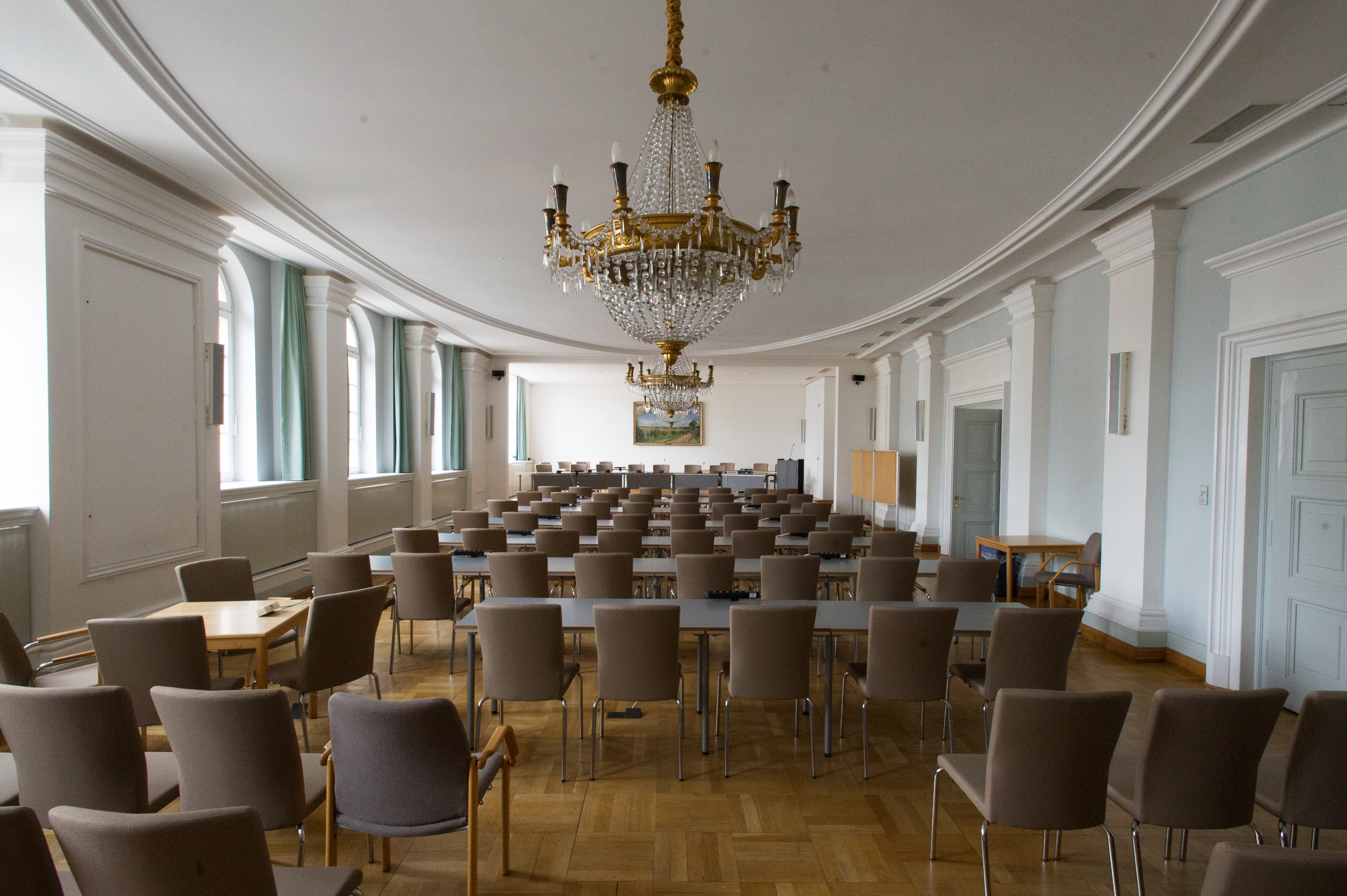
Demmlersaal

Ein Rathaus an gleicher Stelle wurde 1338 erstmals urkundlich erwähnt. Vielfach, unter anderem im Handbuch der Deutschen Kunstdenkmäler von Dehio, wird auch das Jahr 1351 genannt. Es wird davon ausgegangen, dass zu dieser Zeit ein gotisches Giebelhaus mit zwei Schaugiebeln nach Westen und Osten sowie offenen Arkaden zur Südseite existierte. Dieses wurde bei Stadtbränden in den Jahren 1531 und 1558 weitgehend zerstört. In der Folge entstand 1567 ein Bau im Stil der Renaissance, dessen Turm bis 1575 fertiggestellt wurde. Dieses wurde, mit Ausnahme einiger massiver Wände, 1651 bei einem Feuer zerstört, das in einer Schmiede hinter dem Rathaus ausbrach und mit ihm etwa 150 Häuser der Stadt zerstörte. Durch die Finanznöte der Stadt zog sich ein Wiederaufbau bis 1654 und es entstand ein bescheideneres Gebäude mit einfachen, beidseitigen Fachwerkgiebeln und zwei niedrigen Satteldächern. Der Neubau wurde aus im Reich gesammelten Spenden finanziert.
Aufgrund der durch das Bevölkerungswachstum umfangreicheren Aufgaben der Verwaltung wurde 1744 ein erneuter Umbau notwendig. Ein hinterher auf der Westseite durchgehendes Satteldach erhielt drei spitzgiebelige Fachwerkaufbauten, von denen die beiden äußeren vergoldete Kugeln trugen. 1744 wurde auch der das Schweriner Stadtwappen symbolisierende goldene Reiter vom Kupferschmied Albert Paltzoss auf die mittlere Zinne gesetzt und vom Maler Johann Christian Busch vergoldet. 
Da der Platz für die Verwaltung auch weiterhin nicht reichte, erfolgten 1834 bis 1836 erneut Umbaumaßnahmen. Neben Anpassungen an den Räumen wurde 1835 nach Plänen Georg Adolph Demmlers an der Marktseite eine repräsentative Fassade im historisierenden Tudorstil vorgeblendet. Das ehemalige Stadthaus in der heutigen Puschkinstraße, das sich direkt nördlich des Rathauses befindet, sorgte in der Folge zusätzlich für Entlastung. Seine eigentliche Funktion als Rathaus verlor das Gebäude am Markt Ende des 19. Jahrhunderts. Pläne zur Errichtung eines neuen monumentalen Rathauses aus den 1920er Jahren und von 1936, hier im Zusammenhang mit Plänen eines Umbaus Schwerins zur repräsentativen Gauhauptstadt, wurden nicht verwirklicht.
Die neuen, modernen rückseitigen Giebelfassaden zum Schlachtermarkt wurden in den 1980er Jahren nach Entwürfen von Dieter Zander gebaut. In dieser Zeit entstand auch der Bogengang zum ehemaligen Stadthaus. Anlässlich des 825-jährigen Stadtjubiläums bezog der Oberbürgermeister 1985 seine Diensträume im restaurierten Gebäude. Eine weitere Modernisierung des Rathauses – vor allem im Inneren – wurde nach der Wende im Jahr 2001 abgeschlossen. 
Die Stadtverwaltung und der Oberbürgermeister nutzen heute das 1998 neu errichtete Stadthaus in der Straße Am Packhof in der Nähe des Hauptbahnhofes als Hauptsitz. Im alten Schweriner Rathaus hat heute die Stadtmarketing Gesellschaft Schwerin GmbH mit der von ihr betriebenen Touristeninformation ihren Sitz. Im Demmlersaal (ehemals Modellsaal) des Gebäudes finden unter anderem Stadtvertretersitzungen statt.